# Никола Бугарчић
Никола Бугарчић (Краљево, 25. фебруар 1921 — Београд, 11. фебруар 2010) био је учесник Народноослободилачке борбе, друштвено-политички радник Социјалистичке Републике Србије. У периоду од 1968. до 1977. године обављао је функцију председника Скупштине Фудбалског клуба „Црвена звезда”.

## Биографија
Рођен је 25. фебруара 1921. године у Краљеву. Током студија на Београдском универзитету, прикључио се револуционарном студентском покрету. Учествовао је у Народноослободилачком рату (НОР) од 1941. године. Био је на дужностима политичког комесара Расинског ударног батаљона у Расинском партизанском одреду. Од формирања Друге јужноморавске бригаде, новембра 1943. године, био је политички комесар њеног Првог ударног батаљона. Јуна 1944. је постављен за обавештајног официра 21. српске ударне дивизије.
Након ослобођења је био у Одељењу за заштиту народа (ОЗН), односно Управи државне безбедности (УДБ). Био је управник Голог отока, а током 1960-их Градски секретар за унутрашње послове Града Београда (начелник београдског СУП-а).
У периоду од 29. јануара 1968. до 20. маја 1977. године обављао је функцију председника Скупштине Фудбалског клуба „Црвена звезда”.
Преминуо је у Београду, 11. фебруара 2010. године. Сахрањен је на Новом гробљу у Београду.
Носилац је Партизанске споменице 1941. и других југословенских одликовања, међу којима су Орден за храброст и др.